# Copitarsia purilinea
Copitarsia purilinea är en fjärilsart som beskrevs av Paul Mabille 1885. Copitarsia purilinea ingår i släktet Copitarsia och familjen nattflyn. Inga underarter finns listade i Catalogue of Life.